# Svarttjärnen (Hammerdals socken, Jämtland, 702964-148490)
Svarttjärnen är en sjö i Strömsunds kommun i Jämtland och ingår i Indalsälvens huvudavrinningsområde.